# Fritz Mauthe

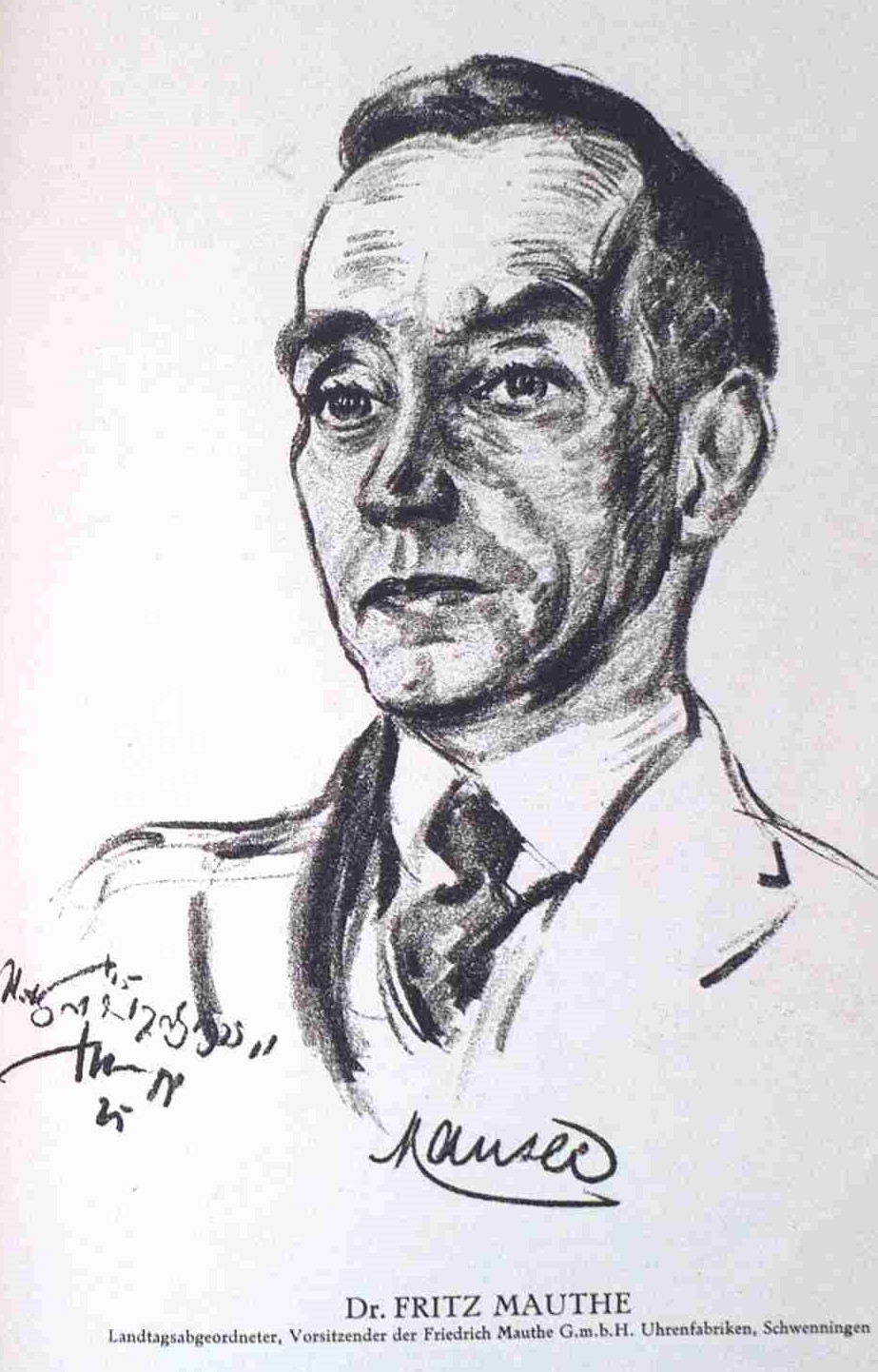
Emil Stumpp Fritz Mauthe (1926)

Fritz Mauthe (* 8. Oktober 1875 in Schwenningen; † 8. Oktober 1951 in Baden-Baden) war ein württembergischer Unternehmer und Politiker (DDP).

## Leben und Werk
Fritz Mauthe war der Sohn des Uhrenfabrikanten Jakob Mauthe. Er machte eine Handwerkslehre als Uhrmacher. Am 1. Januar 1904 übernahm er die Geschäftsführung der Uhrenfabrik Mauthe in Schwenningen. 
Bereits seit 1908 war er Mitglied, später Präsident der Handelskammer Rottweil. Nach 1945 war er erneut Präsident der Industrie- und Handelskammer Rottweil. Er war Vorsitzender des Aufsichtsrats und später Präsident der Landeszentralbank für Württemberg. Ab 1946 war er außerdem Mitglied des Aufsichtsrats der Württembergischen Bank.

## Politik
1908 wurde er in den Bürgerausschuss bzw. in den Gemeinderat der Stadt Schwenningen gewählt. Von 1924 bis 1932 war er für den Wahlkreis Rottweil-Oberndorf-Schwenningen Mitglied des Landtags des freien Volksstaates Württemberg. Er war Mitglied der DDP. Vom 16. August 1945 bis 11. September 1945 war Mauthe als Landrat des Landkreises Donaueschingen eingesetzt.

## Ehrungen
- 1921 Ehrendoktor der Universität Tübingen (Dr. sc. pol h. c.)
- 1950 Ehrenbürger der Stadt Schwenningen